# Cleboprida
Cleboprida é um fármaco antagonista da dopamina com propriedades antieméticas e procinéticas usado para tratar disordes funcionais gastrointestinais. Quimicamente, é uma benzamida substituída, relacionada intimamente a metoclopramida.

## Uso clínico
É um regulador da aerofagia e do meteorismo. É um gastrocinético, tal como a cisaprida e a mosaprida, cuja ação é regular a motilidade gastrintestinal e bloquear as repercussões digestivas causadas pelo estresse. É também um eficaz antiemético e inibidor de náuseas. É indicado para esofagite de refluxo, dispepsia flatulenta, lentidão na digestão, aerogastria, gastroparesia, cólon irritável. É aplicado no tratamento preventivo do meteorismo em exames radiológicos e endoscópicos. Aplicado no tratamento da hérnia de hiato. Em pacientes pediátricos, no tratamento de náuseas, vômitos e demais distúrbios funcionais da motilidade digestória.
A cleboprida potencia os efeitos das fenotiazinas e de outros medicamentos dopaminérgicos sobre o sistema nervoso central.